# Корли, Эл
Эл Корли (англ. Al Corley; род. 22 мая 1956) — американский актёр, певец и продюсер.

## Карьера

### Актёрская карьера
Самая известная работа Корли в кино — роль Стивена Керрингтона в телесериале «Династия». Стивен — один из ранних примеров персонажей мыльных опер с нетрадиционной сексуальной ориентацией. После двух сезонов съёмок Эл ушёл из «Династии», а роль Стивена продолжил играть Джек Колман.

### Музыкальная карьера
В середине 1980-х годов Эл Корли начал певческую карьеру. Его сингл Square Rooms с одноимённого альбома достиг первого места во Франции, шестого в Швейцарии, двенадцатого в Италии, тринадцатого в Германии и пятнадцатогого в Австрии. Следующий сингл Cold Dresses вошёл в пятёрку лучших во Франции. В 1986 году Эл выпустил второй альбом Riot of Color, который особым успехом не пользовался, как и его следующий альбом Big Picture, вышедший в 1988 году.

## Личная жизнь
В 1989 году Эл женился на немецкой актрисе Джессике Кардинал. У них трое детей: Софи Элена, Руби Кардинал и Клайд Николай Корли.

## Фильмография
| Год       |    | Русское название           | Оригинальное название    | Роль               |
| --------- | -- | -------------------------- | ------------------------ | ------------------ |
| 1979      | тф | —                          | Women at West Point      | Пол                |
| 1979      | ф  | Сосите кегли               | Squeeze Play             | Бадди              |
| 1979      | тф | —                          | And Baby Makes Six       | Франклин Креймер   |
| 1979      | с  | ABC Специально после школы | ABC Afterschool Specials | Джек Питерс        |
| 1980      | тф | Женская комната            | The Women’s Room         | Тед Форд           |
| 1980      | с  | Лодка любви                | The Love Boat            | Уолтер Хенсон      |
| 1981      | ф  | Хонки-Тонк шоссе           | Honky Tonk Freeway       | автоугонщик        |
| 1981—1982 | с  | Династия                   | Dynasty                  | Стивен Керрингтон  |
| 1983      | с  | Обнажённый аромат          | Bare Essence             | Чейз Маршалл       |
| 1984      | ф  | —                          | Torchlight               | Эл                 |
| 1985      | ф  | Альфа-Сити                 | Alpha City               | американец         |
| 1986      | ф  | —                          | Incident at Channel Q    | н/д                |
| 1989      | ф  | Трудные дни, трудные ночи  | Hard Days, Hard Nights   | Крис               |
| 1991      | с  | Династия: Примирение       | Dynasty: The Reunion     | Стивен Керрингтон  |
| 1992      | ф  | —                          | Otto — Der Liebesfilm    | грабитель          |
| 1994      | ф  | Дон Жуан де Марко          | Don Juan DeMarco         | парень на свидании |
| 1994      | тф | —                          | A Kiss Goodnight         | Курт Пирсон        |
| 2001      | ф  | Огненный ринг              | Cowboy Up                | доктор Фремонт     |
| 2003      | ф  | Хуже не бывает             | Scorched                 | полицейский        |
| 2005      | ф  | Больше, чем небо           | Bigger Than the Sky      | парень в очереди   |
| 2007      | ф  | Убей меня                  | You Kill Me              | мужчина в парке    |
| 2009      | ф  | Мальчик в коробке          | Stolen                   | второй дядя Сэм    |
| 2011      | ф  | Ирландец                   | Kill the Irishman        | телерепортёр       |

## Дискография
- 1984: Square Rooms
- 1986: Riot Of Color
- 1988: The Big Picture